# Gaz petrolier lichefiat
Gazul petrolier lichefiat, abreviat GPL, este un amestec de hidrocarburi gazoase, livrate în butelii sub presiune, în stare lichefiată. Este folosit drept combustibil pentru încălzire și autovehicule. În ultimul timp a început să înlocuiască hidrofluorocarburile ca agent de propulsie în sprayuri, precum și ca agent frigorific, în scopul evitării distrugerii stratului de ozon.
Principalele componente ale amestecului sunt propanul și butanul, aflate în proporții relativ egale. Mai pot fi prezente mici cantități de propilenă și butilenă. Pentru a sesiza olfactiv eventualele scăpări, în butelii se adaugă mici cantități de etantiol (etilmercaptan). Standardul internațional pentru GPL este EN 589, adoptat și în România ca SR EN 589.